# Landtagswahlkreis Calw
Der Wahlkreis Calw (Wahlkreis 43) ist ein Landtagswahlkreis in Baden-Württemberg. Er umfasst den gesamten Landkreis Calw.
Die Grenzen der Landtagswahlkreise wurden nach der Kreisgebietsreform von 1973 zur Landtagswahl 1976 grundlegend neu zugeschnitten und seitdem nur punktuell geändert. Änderungen, die den Wahlkreis Calw betrafen, gab es seitdem keine.

## Wahl 2021
Die Landtagswahl 2021 hatte folgendes Ergebnis:
| Direktkandidat   | Partei       | Stimmen in % | Landtagswahl 2016 Stimmen in % |
| ---------------- | ------------ | ------------ | ------------------------------ |
| Johannes Schwarz | Grüne        | 27,1         | 24,3                           |
| Thomas Blenke    | CDU          | 28,8         | 31,5                           |
| Miguel Klauß     | AfD          | 13,5         | 19,1                           |
| Philipp Göhner   | SPD          | 7,8          | 11,6                           |
| Herbert Müller   | FDP          | 10,0         | 8,1                            |
| Erhard Hofmann   | DIE LINKE    | 2,7          | 2,2                            |
| Irmlinde Schaudi | ödp          | 1,0          | 0,7                            |
| Martin Handel    | Freie Wähler | 6,1          | –                              |
| Uta Mutterer     | dieBasis     | 1,1          | –                              |
| Tina Frey        | KlimalisteBW | 0,8          | –                              |
| Kerstin Engel    | WiR2020      | 1,1          | –                              |
| –                | Sonstige     | –            | 2,5                            |

## Wahl 2016
Die Landtagswahl 2016 hatte folgendes Ergebnis:
| Direktkandidat           | Partei    | Stimmen in % | Landtagswahl 2011 Stimmen in % |
| ------------------------ | --------- | ------------ | ------------------------------ |
| Thomas Blenke            | CDU       | 31,5         | 44,0                           |
| Johannes Schwarz         | Grüne     | 24,3         | 18,0                           |
| Heinrich Kuhn            | AfD       | 19,1         | –                              |
| Daniel Steinrode         | SPD       | 11,6         | 22,2                           |
| Herbert Müller           | FDP       | 8,1          | 6,5                            |
| Corina Mößner            | DIE LINKE | 2,2          | 2,3                            |
| Wolfgang Bismark         | ALFA      | 0,8          | –                              |
| Susanne Breitling-Becker | ödp       | 0,7          | 0,7                            |
| Falk Jüttner             | PIRATEN   | 0,7          | 2,0                            |
| Roland Watz              | NPD       | 0,6          | 1,4                            |
| Lothar Seidemann         | REP       | 0,3          | 1,2                            |

## Wahl 2011
Die Landtagswahl 2011 hatte folgendes Ergebnis:
| Direktkandidat           | Partei                             | Stimmen in % | Landtagswahl 2006 Stimmen in % | Landtagswahl 2001 Stimmen in % |
| ------------------------ | ---------------------------------- | ------------ | ------------------------------ | ------------------------------ |
| Thomas Blenke            | CDU                                | 44,0         | 44,2                           | 46,3                           |
| Rainer Prewo             | SPD                                | 22,2         | 24,4                           | 28,6                           |
| Philipp Jourdan          | Grüne                              | 18,0         | 08,0                           | 05,7                           |
| Beate Fauser             | FDP                                | 06,5         | 12,6                           | 11,2                           |
| Ronny Schmidt            | DIE LINKE                          | 02,3         | WASG: 3,1                      | –                              |
| Andreas Weidling         | AUF                                | 01,6         | –                              | –                              |
| Rudolf Schützinger       | NPD                                | 01,4         | 01,1                           | –                              |
| Lothar Seidemann         | REP                                | 01,2         | 03,2                           | 05,9                           |
| Susanne Breitling-Becker | ödp                                | 00,7         | 00,4                           | 00,7                           |
| Werner Seyfried          | PIRATEN                            | 02,0         | –                              | –                              |
| –                        | PBC                                | –            | 02,6                           | 01,6                           |
| –                        | Demokratische Protest Partei (DPP) | –            | 00,3                           | –                              |

## Abgeordnete seit 1976
Bei den Landtagswahlen in Baden-Württemberg hat jeder Wähler nur eine Stimme, mit der sowohl der Direktkandidat als auch die Gesamtzahl der Sitze einer Partei im Landtag ermittelt werden. Dabei gibt es keine Landes- oder Bezirkslisten, stattdessen werden zur Herstellung des Verhältnisausgleichs unterlegenen Wahlkreisbewerbern Zweitmandate zugeteilt.
Den Wahlkreis Calw vertraten seit 1976 folgende Abgeordnete im Landtag:
| Partei | Art des Mandats | Gewählte |
| ------ | --------------- | --- |
| CDU    | Erstmandat      | Hermann Dutt 1976, verstorben am 29. Juni 1977 Arnold Tölg, nachgerückt am 30. Juni 1977; 1980, 1984, 1988, 1992, 1996 Thomas Blenke 2001, 2006, 2011, 2016, 2021 |
| FDP    | Zweitmandat     | Beate Fauser 1996, 2001, 2006 |
| REP    | Zweitmandat     | Lothar König 1992, 1996 |
| SPD    | Zweitmandat     | Rainer Prewo 2006 |
| AfD    | Zweitmandat     | Heinrich Kuhn 2016, Mandat niedergelegt zum 31. Dezember 2016 Klaus Dürr, nachgerückt am 1. Januar 2017, verstorben am 21. Juni 2020 Miguel Klauß 2021            |